# Хэдфилд, Крис Остин
Кри́с О́стин Хэ́дфилд (англ. Chris Austin Hadfield; род. 29 августа 1959, Сарния, Онтарио) — канадский лётчик-испытатель, космонавт канадского космического агентства.
Крис Хэдфилд является первым канадцем, совершившим выход в открытый космос, и единственным гражданином Канады, побывавшим на станции «Мир».
Совершил три космических полета: два по программе Space Shuttle общей продолжительностью 20 суток 2 часа 00 минут 44 секунды и один в рамках долговременных экспедиций МКС-34 и МКС-35.

## Ранние годы
Родился 29 августа 1959 года в городе Сарния, в семье Роджера (Roger) и Элеанор (Eleanor) Хэдфилдов. Отец — пилот, начал карьеру на Boeing B-17, ранее принадлежавшем ВВС США, в канадской авиакомпании Kenting Aviation и завершил после того как налетал 25 000 часов как командир воздушного судна (КВС) в Air Canada. У пары было пятеро детей, в том числе две девочки, Анна Джин и Патриция. Все сыновья (Дэвид, Филлип и Крис Остин) стали пилотами. В 1962 году Хэдфилды купили коттедж на острове Стэг на реке Сент-Клэр.
Вырос на кукурузной ферме в южном Онтарио, с юных лет увлекался полётами.

## Образование и военная служба
В 15 лет получил стипендию лётчика-планериста (GPS), в 16 лет — стипендию опытного лётчика (PPS) программы курсантов Королевской авиации Канады, за два года до окончания средней школы. Имеет учёные степени бакалавра по механике (Королевский военный колледж в Кингстоне, 1982 год, с отличием) и магистра наук по авиационным системам (Университет штата Теннесси, 1992 год).
Крис Хэдфилд начал военную службу в 1978 году. Он успешно овладевал лётным мастерством: в 1980 году был признан лучшим пилотом на базовых лётных курсах, в 1983 году стал лучшим выпускником курсов, на которых обучали базовым навыкам пилотирования реактивных самолётов. В 1984—1985 годах он обучался на лётчика-истребителя в Колд-Лейк (Альберта) на CF-5 и CF-18, всего за лётную карьеру он освоил более 70 типов летательных аппаратов.
В течение следующих трёх лет Хэдфилд пилотировал CF-18 в 425-й эскадрильи ВВС Канады, входящей в систему NORAD, в годы своей службы участвовал в перехвате советского «Ту-95». Затем после года обучения в школе лётчиков-испытателей ВВС США он начал службу в Соединённых Штатах по программе обмена военными кадрами.

## Карьера космонавта
В 1992 году Хэдфилд и ещё трое канадцев были выбраны новыми канадскими космонавтами из 5330 заявителей. После годичной подготовки вместе с 14-м набором кандидатов в космонавты НАСА он получил квалификацию специалиста полёта.
Всего он совершил три космических полёта. Первый состоялся в ноябре 1995 года, на шаттле «Атлантис» по программе STS-74. В ходе этой миссии была осуществлена вторая стыковка российской станции «Мир» и шаттла. Таким образом Хэдфилд стал единственным канадцем, посетившим эту орбитальную станцию. Также в этом полёте он стал первым канадцем, который управлял на орбите манипулятором «Канадарм».
Второй полёт начался в апреле 2001 года, на этот раз это был полёт на шаттле «Индевор» по программе STS-100, целью которой было продолжение сборки МКС. На станцию был доставлен и установлен манипулятор «Канадарм2» и грузовой модуль «Рафаэль». За 11 суток полёта Хэдфилд дважды выполнял работы на поверхности станции, что сделало его первым канадцем, осуществившим выход в открытый космос.
В настоящее время Хэдфилд является гражданским космонавтом ККА, так как в 2003 году он вышел в отставку после 25 лет военной службы. Его назначение в дублирующий состав МКС-31 было отменено, однако НАСА объявило, что Хэдфилд станет первым канадским командиром МКС в составе МКС-35, и подтвердило его назначение в экипаж «Союза ТМА-07М», старт которого прошёл 19 декабря 2012 года. Хэдфилд прибыл в составе экспедиции на станцию 21 декабря, как было запланировано.
Хэдфилд получил популярность, активно освещая свой полёт в социальных сетях. 12 мая 2013 года он выложил на Youtube кавер-версию на песню Дэвида Боуи «Space Oddity», что стало первым музыкальным видео, снятым в космосе.
13 мая 2013 года с окончанием экспедиции МКС-35 отбыл на землю.
Статистика
| # | Стартовый корабль | Старт, UTC        | Экспедиция     | Корабль посадки | Посадка, UTC      | Налёт                       | Выходы в открытый космос | Время в открытом космосе |
| - | ----------------- | ----------------- | -------------- | --------------- | ----------------- | --------------------------- | ------------------------ | ------------------------ |
| 1 | Атлантис STS-74   | 12.11.1995, 12:30 | STS-74, Мир    | Атлантис STS-74 | 20.11.1995, 17:01 | 08 суток 04 часа 30 минут   | 0                        | 0                        |
| 2 | Индевор STS-100   | 19.04.2001, 18:40 | STS-100, МКС   | Индевор STS-100 | 01.05.2001, 16:10 | 11 суток 21 час 30 минут    | 2                        | 14 часов 50 минут        |
| 3 | Союз ТМА-07М      | 19.12.2012, 12:12 | МКС-34, МКС-35 | Союз ТМА-07М    | 14.05.2013, 02:30 | 145 суток 14 часов 18 минут | 0                        | 0                        |
|   |                   |                   |                |                 |                   | 165 суток 16 часов 18 минут | 2                        | 14 часов 50 минут        |

Кроме космических миссий, Хэдфилд принял участие в четырнадцатой миссии НАСА по операциям в экстремальной окружающей среде (NEEMO 14), в мае 2010.

## Личная жизнь
Крис Хэдфилд женат на Хелен Хэдфилд (урожденная Уолтер). У них трое детей. Он любит кататься на лыжах, играть на гитаре, петь, кататься на лошадях, писать, бегать, играть в волейбол и сквош. Радиолюбитель с позывным VA3OOG.